# Milan Zver
Milan Zver, slovenski družboslovec in politik, * 25. maj 1962, Ljubljana
Trenutno je že tretji mandat poslanec v Evropskem parlamentu, kamor je bil prvič izvoljen na evropskih volitvah leta 2009. Pred tem je bil leta 2004 na listi Slovenske demokratske stranke izvoljen za poslanca v Državnem zboru Republike Slovenije in še isto leto imenovan na mesto ministra za šolstvo in šport v 8. vladi Republike Slovenije. Leta 2012 je kandidiral na predsedniških volitvah.

## Izobraževanje
Osnovno šolo obiskoval v Destrniku, gimnazijo na Ptuju. Leta 1982 se je vpisal na Fakulteto za sociologijo, politične vede in novinarstvo na ljubljanski univerzi, tam diplomiral leta 1987 in se kot mladi raziskovalec zaposlil na isti fakulteti ter vpisal magistrski študij. Leta 1989 je pod mentorstvom Horsta Haselsteinerja raziskoval zgodovino politične misli na Karl-Franzens Universität v Gradcu v Avstriji. Leta 1998 je doktoriral.
Leta 1999 je bil habilitiran kot visokošolski učitelj za področje družboslovja in istega leta postal predavatelj in nosilec predmeta sociologija na visokošolskem in univerzitetnem programu na Ekonomsko-poslovni fakulteti Univerze v Mariboru.

## Politično delovanje
Na volitvah v državni zbor leta 2004 je bil izvoljen za poslanca, od decembra 2004 pa je v Janševi vladi vodil Ministrstvo za šolstvo in šport Republike Slovenije. Na tem mestu ga je po volitvah v državni zbor leta 2008 zamenjal Igor Lukšič. 
Na volitvah leta 2009 je bil izvoljen za poslanca v Evropski parlament. V Poslanski skupini Evropske ljudske stranke je od leta 2009 vodja Slovenske delegacije. V mandatu 2014-2019 je član Odbora za kulturo in izobraževanje, član Posebnega odbora o terorizmu, član Delegacije za odnose z Združenimi državami Amerike in nadomestni član Odbora za regionalni razvoj.
Na državnozborskih volitvah leta 2011 je kandidiral na listi SDS. Leta 2012 je s podporo koalicijskih strank SDS in Nove Slovenije kandidiral na predsedniških volitvah, kjer se ni uvrstil v drugi krog.

## Zasebno
Poleg maternega tekoče govori še angleški in nemški jezik. Je ljubiteljski nogometaš. Poročen je bil dvakrat, v zakonu s prvo ženo sta se mu rodili dve hčerki. Trenutno je poročen z zgodovinarko in anglistko Andrejo Valič Zver in ima z njo enega otroka.